# 박정원 (1982년)
박정원(1982년 5월 20일 ~ )은 대한민국의 배우이다.

## 학력
- 경성대학교 연극영화과 학사

## 출연작

### 드라마
- 《아이리스 2》 (2012년, KBS2) ... 박춘성 역
- 《결혼의 꼼수》 (2012년, tvN)  ... 박창길 역
- 《아테나: 전쟁의 여신》 (2010년, SBS)
- 《2009 외인구단》 (2009년, MBC)

### 영화
- 《인천상륙작전》 (2016년) ... 리경식 역
- 《아이리스 2: 더 무비》 (2013년) ... 박춘성 역
- 《내 깡패 같은 애인》 (2010년) ... 조직원 3 역